# Charles Ier d'Anjou
Pour les articles homonymes, voir Charles de France et Charles d'Anjou.
Charles Ier d'Anjou, né le 21 mars 1227 à Paris et mort le 7 janvier 1285 à Foggia, est roi de Sicile (1266-1285), roi d'Albanie (1272-1285), roi titulaire de Jérusalem (1277-1285), prince d'Achaïe (1278-1285), comte d'Anjou, du Maine et de Provence (1246-1285).
Fils du roi Louis VIII et frère du roi Louis IX, il reçoit le comté de Provence par mariage, et les comtés d'Anjou et du Maine par apanage. Allié à la papauté, il s'empare du royaume de Sicile en 1266 en éliminant les derniers représentants de la maison de Hohenstaufen. Il étend son pouvoir dans les Balkans, en Albanie et en Achaïe, et devient également roi titulaire de Jérusalem en 1277. Tandis qu'il prépare une croisade contre l'Empire byzantin, la colère suscitée par la présence française déclenche les Vêpres siciliennes en 1282. Charles est chassé de la Sicile par une coalition des Siciliens avec Pierre III d'Aragon, mais parvient à se maintenir dans la partie continentale du royaume. Il accompagne son frère Louis IX à la croisade à deux reprises, lors de la septième croisade, en 1248, et de la huitième croisade, en 1270. Premier roi de Naples de la dynastie angevine, il est le créateur d'un éphémère empire méditerranéen.

## Biographie

### Premières années
Dernier des sept enfants de Louis VIII le Lion et de Blanche de Castille, Charles naît posthume à la fin du mois de mars 1227. Le prénom de Charles, inhabituel chez les Capétiens, met en avant son ascendance carolingienne. Charles est d'abord destiné à une carrière ecclésiastique, selon la volonté de son père. En 1232, la mort sans descendance de ses frères Jean et Philippe Dagobert, font de lui l'héritier de vastes domaines dans le centre de la France.
En 1237, à dix ans, Charles est à la cour de son frère, Robert d'Artois. À treize ans, il possède une petite cour, un cheval pour la chasse, des serviteurs, un professeur et un prêtre. Il est formé à l'atmosphère de la cour de France, au milieu des tournois, de la poésie courtoise et des chansons. Contrairement à son frère aîné, Louis IX, il n'est pas imprégné des sollicitations religieuses de ses premières années. Il se passionne plutôt pour la poésie, la médecine et le droit. En 1242, Charles participe à sa première entreprise militaire : il accompagne son frère Louis IX au cours de la guerre de Saintonge contre Hugues de Lusignan.

### Comte de Provence, d'Anjou et du Maine

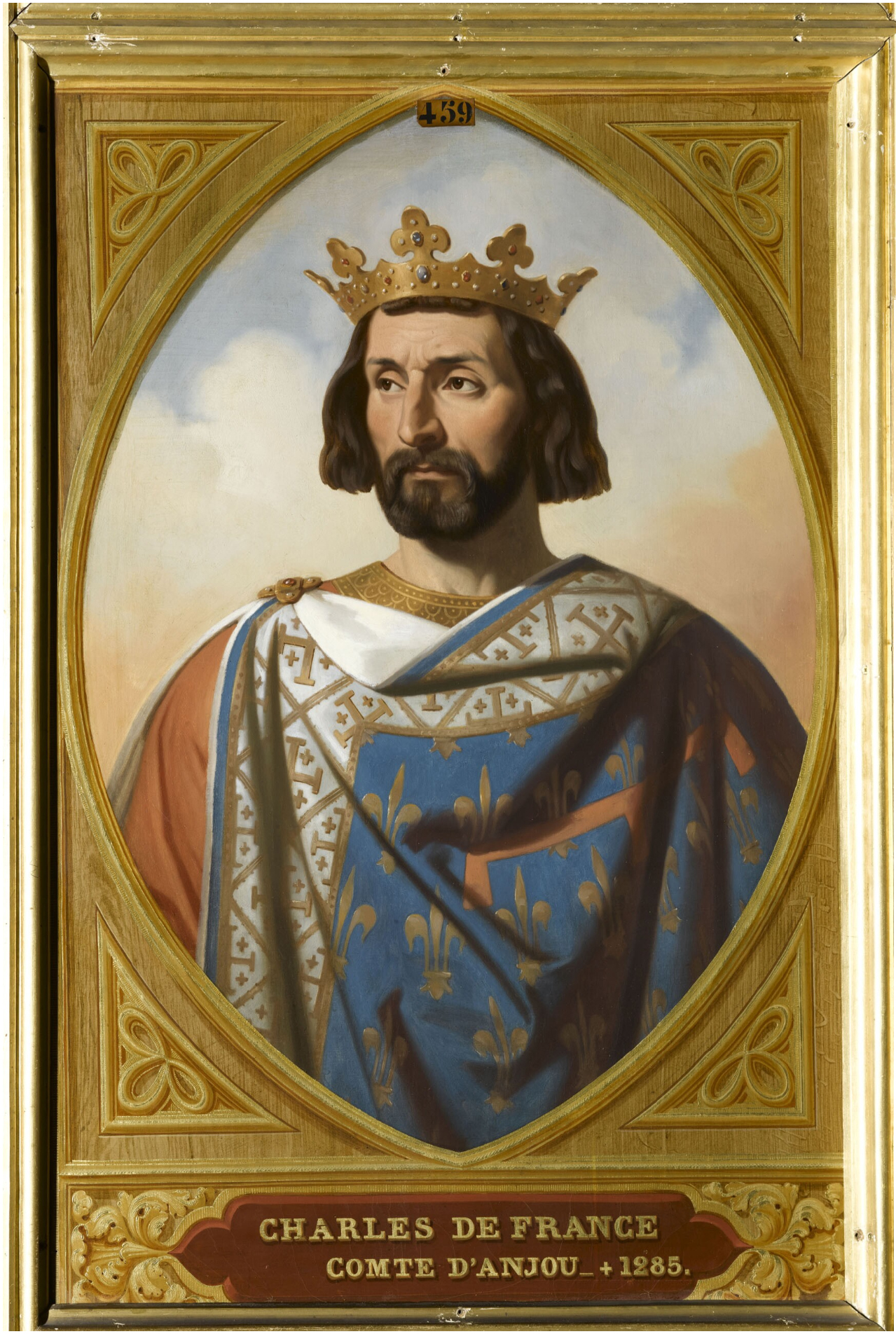
Portrait de Charles d'Anjou par Henri de Caisne.

Le 31 janvier 1246, Charles épouse la comtesse Béatrice de Provence, fille du comte Raymond-Bérenger V de Provence et de Béatrice de Savoie. Par ce mariage, Charles devient comte de Provence et de Forcalquier et s'attire l'hostilité de la couronne d'Aragon. Bien que le comté fasse partie du royaume d'Arles, possession du Saint-Empire, Charles ne prête pas serment de fidélité à l'empereur.
En mai 1246, Charles est élevé au rang de chevalier à Melun. Son frère Louis IX le nomme trois mois plus tard comte d'Anjou et du Maine, créant de ce fait la seconde dynastie angevine. Charles se déplace très rarement dans ces deux comtés et met à leur tête des baillis pour les administrer.
Dès le début de son gouvernement, Charles doit faire face à un important parti anti-français. Les grandes villes, comme Arles, Avignon et Marseille, en plein essor économique, sont quasiment indépendantes, et cherchent à conserver leur autonomie. De son côté, Charles vise à renforcer l'administration. Son action est interrompue par la croisade de 1248.

### Participation à la septième croisade

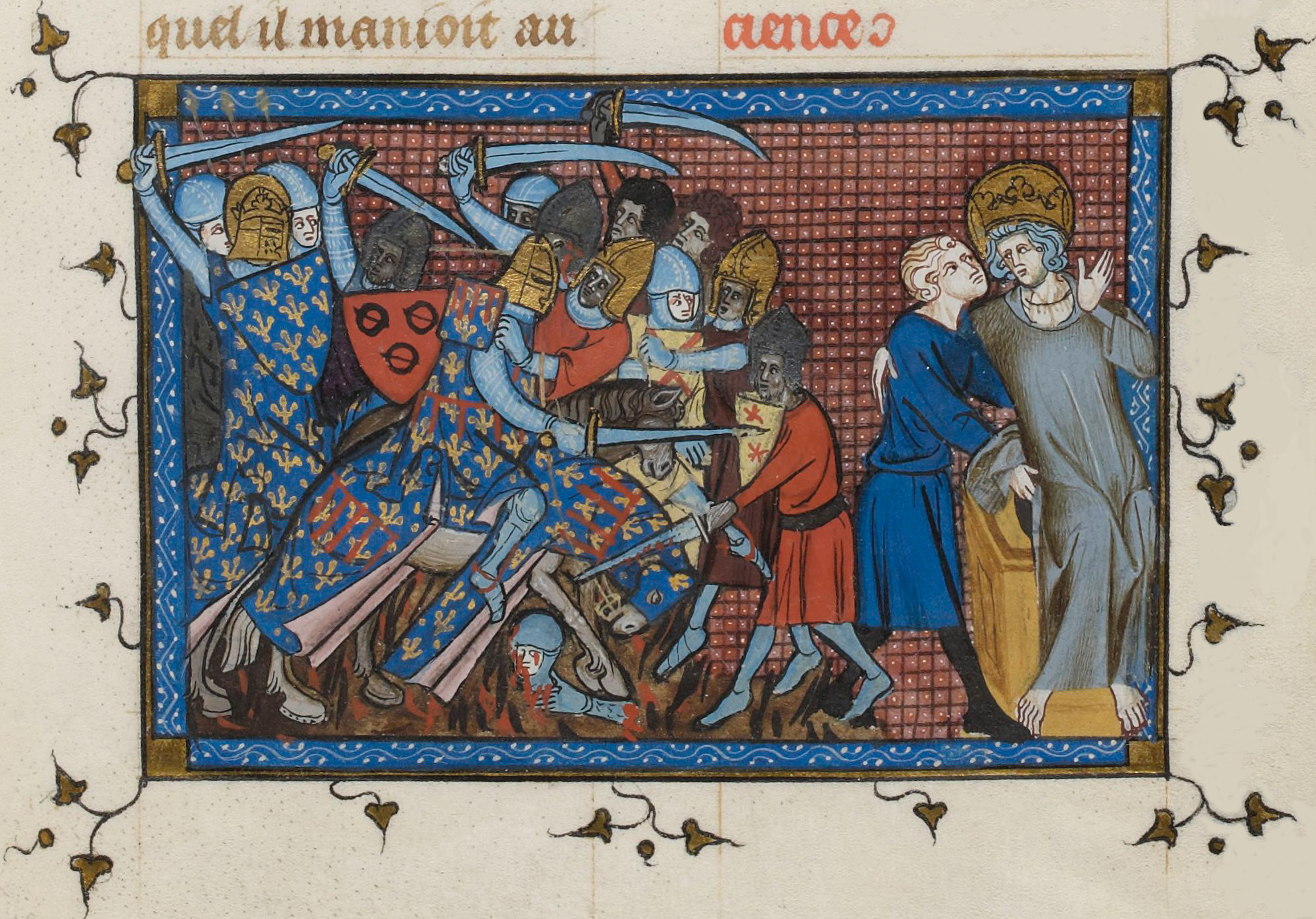
La bataille de Mansourah lors de la septième croisade (1250). Charles, Louis IX et Alphonse de Poitiers sont faits prisonniers.

Charles accepte l'invitation de son frère Louis IX à la septième croisade, malgré la situation explosive du comté de Provence. Il embarque avec Louis et Robert d'Artois à Aigues-Mortes le 28 août 1248, et débarque le 18 septembre à Chypre, où Béatrice donne naissance à un fils qui meurt peu après. En Égypte, Charles combat avec vaillance mais est fait prisonnier le 6 avril 1250 à la bataille de Mansourah avec le reste des croisés. Il est libéré un mois plus tard moyennant le paiement d'une forte rançon. Affaibli par le paludisme, et inquiet des désordres qui ont lieu dans son comté, Charles propose de ramener l'armée en France. Louis IX reste finalement en Terre Sainte mais autorise ses deux frères à retourner en France.

### Retour dans le comté de Provence

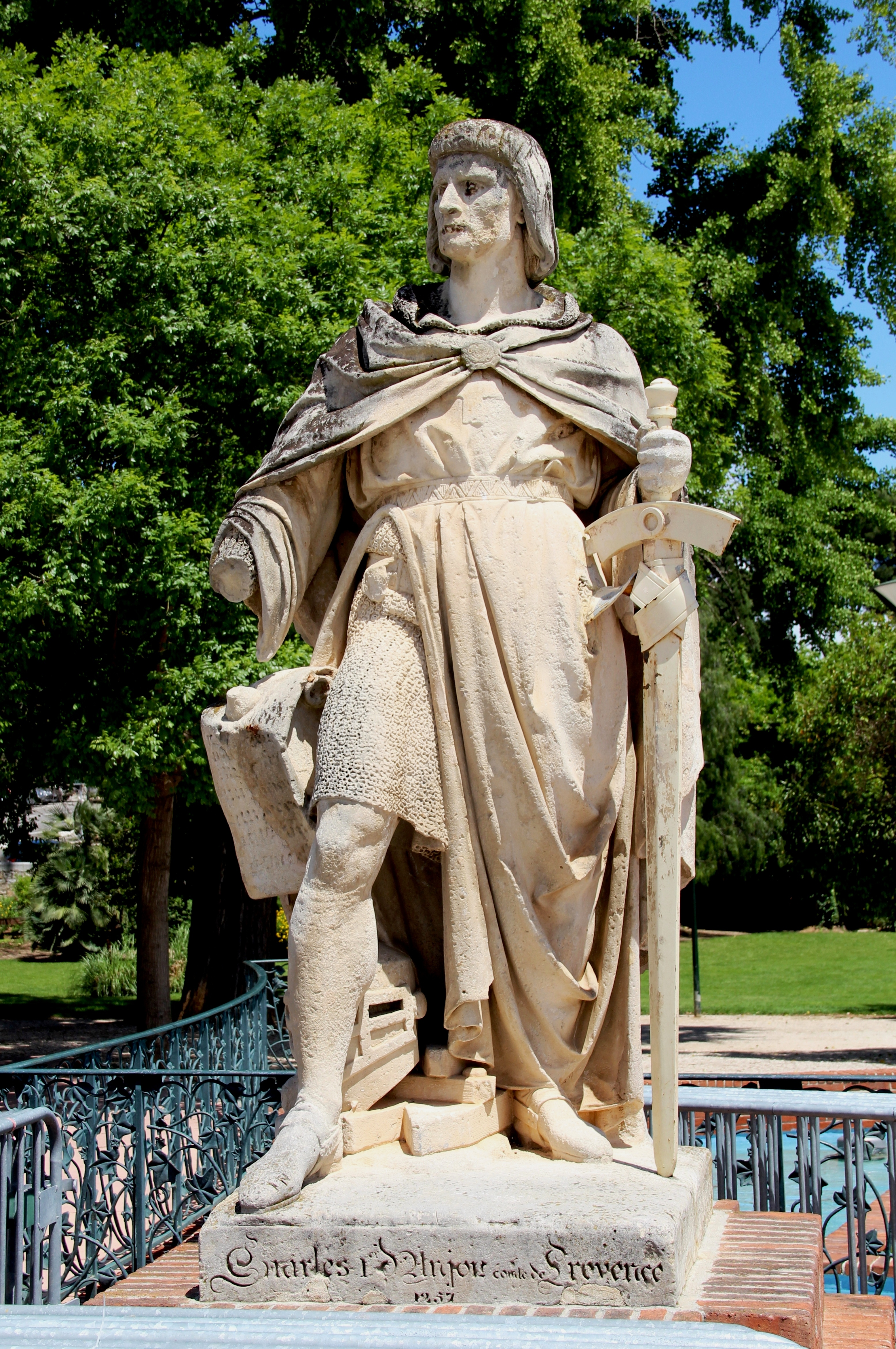
Statue de Charles d'Anjou, à Hyères.

Charles débarque en Provence en avril 1251. Il soumet Arles, puis Avignon, et assiège la ville de Marseille en août 1251. Charles obtient la soumission du chef de la rébellion, Barral des Baux, puis de la ville de Marseille en juillet 1252,. Charles abolit les taxes locales, encourage la construction navale et le commerce des céréales. Il ordonne l'émission de nouvelles pièces de monnaie, appelées provençaux, pour promouvoir l'utilisation de la monnaie locale dans les petites transactions. Il instaure dans son comté le monopole du sel, aussi appelé « gabelle ». À la fin des années 1250, le commerce du sel constitue près de 50% des revenus du comté.
En Italie, le pape Innocent IV cherche à détacher la Sicile des ambitions de l'empereur Conrad IV. En 1252, un légat pontifical est envoyé en Angleterre auprès de Richard de Cornouailles afin de lui proposer la couronne de Sicile. Richard demande certaines garanties, et fait trainer les négociations jusqu'au printemps 1253. Le légat se tourne finalement vers Charles qui semble plus favorable. Cependant les négociations échouent, en raison des troubles en Provence, de la situation financière du prince angevin, et des succès de Conrad dans le sud de l'Italie.
Dans le même temps, Charles participe à la guerre de Succession de Flandre et du Hainaut en s'alliant avec Marguerite de Flandre et Guillaume de Dampierre, contre Guillaume de Hollande et Jean d'Avesnes. La lutte prend fin en juillet 1254. L'arbitrage de Louis IX, au retour de Terre Sainte, oblige Charles à renoncer au comté de Hainaut.
Charles retourne en Provence, où il améliore sa position. En 1254, Béatrice donne naissance à un deuxième fils, le futur Charles II d'Anjou. En 1257, Charles renforce ses liens avec la ville de Marseille et rachète aux héritiers du prince Guillaume des Baux leurs droits sur la vice-royauté d'Arles. Il soumet le comté de Vintimille l'année suivante et étend sa domination à l'est du comté. En 1259, il s'ingère dans les affaires italiennes, et s'empare de plusieurs villes d'Italie, où il installe des garnisons françaises. Il voit ses ambitions arrêtées à l'est par le marquis de Gênes, un allié de Manfred, et par le marquis de Montferrat. Une nouvelle révolte éclate en Provence en 1262, dirigée par Boniface de Castellane. La révolte est soutenue en Aragon par Jacques II de Majorque et Pierre III d'Aragon, qui a épousé la fille de Manfred. Un accord est signé avec le marquis de Gênes à Aix-en-Provence en juillet 1262, par lequel Charles cède les villes de Vintimille, Roquebrune et Monaco.

### Conquête du royaume de Sicile
En Italie, le nouveau pape Urbain IV veut chasser définitivement la maison de Hohenstaufen. En 1262, le pontife propose la couronne de Sicile à Charles d'Anjou. Il persuade le roi de France Louis IX que ce royaume sera un instrument précieux en vue de la prochaine croisade que le monarque cherche à promouvoir. Toutefois, Charles souhaite d'abord consolider son autorité en Provence. C'est chose faite en octobre 1262, avec la reconquête de Castellane, grâce à la médiation de Jacques d'Aragon. Enfin, selon un nouvel accord, la ville de Marseille doit abattre ses fortifications et mettre sa garnison à la disposition du prince angevin.
En juin 1263, le pape envoie l'archevêque de Cosenza en France et en Angleterre pour obtenir, si nécessaire avec de l'argent, le consentement des rois. En Angleterre, Henri III, en lutte avec les barons, renonce aux revendications de son fils Edmond de Lancastre. En France, la reine Marguerite de Provence oblige son fils, le futur Philippe III, à ne pas former d'alliance avec son oncle. Louis IX autorise finalement le pape à entamer des négociations avec son frère. Urbain IV a décidé de ne pas sous-estimer l'expansion de Charles d'Anjou, et cherche à lui donner des conditions strictes. Le prince ne doit pas influencer les affaires ecclésiastiques dans le royaume. Enfin, l'union de la Sicile à l'Empire est formellement interdite,.
Dans la ville de Rome, dans le cadre de la lutte entre guelfes et gibelins, un soulèvement populaire expulse la noblesse gibeline, et Charles d'Anjou est élu sénateur à perpétuité. Cette élection est l'œuvre personnelle du cardinal Riccardo Annibaldi, un homme entièrement dévoué au prince angevin. Le pape, surpris par la nouvelle, décide de ne pas s'opposer à l'élection. Urbain IV meurt en octobre 1264 et Charles met à profit ce retard pour s'assurer un passage en Italie du Nord. Au début de l'année 1265, il reçoit le soutien de plusieurs villes du nord de l'Italie. En février 1265, l'élection du pape Clément IV renforce la position de Charles d'Anjou.
Afin de secourir rapidement le parti angevin à Rome, Charles embarque avec quarante navires et 1 500 hommes le 14 mai 1265. Il débarque sans encombre à Ostie le 21 mai, malgré une tentative de blocus par les forces de Manfred. Le comte de Provence est reçu avec les honneurs à Saint-Paul-hors-les-Murs, et est accompagné jusqu'au palais de Saint-Pierre. L'armée de Charles traverse les Alpes sans grande difficulté en novembre 1265, et fait sa jonction avec le prince à Rome.

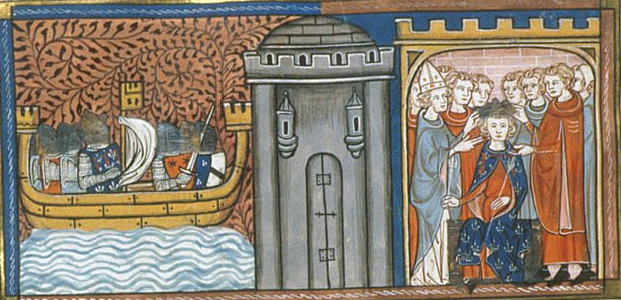
Le couronnement de Charles d'Anjou à Rome.

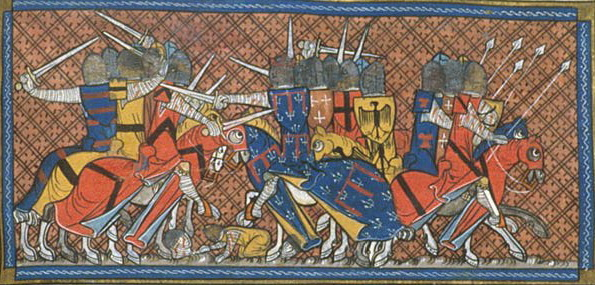
La bataille de Bénévent (1266).

Charles est couronné roi de Sicile à Rome, au palais du Latran, le 5 janvier 1266. Il met aussitôt son armée en marche afin de s'emparer de son nouveau royaume. Manfred abandonne la ville de Capoue afin de se retirer en Apulie, mais sa retraite est coupée par les forces angevines près de la ville de Bénévent. Au cours de la bataille de Bénévent, le 26 février 1266, l'armée allemande est vaincue après une bataille disputée, et Manfred trouve la mort.
Charles fait une entrée triomphale dans Naples avec sa femme Béatrice. Le comte Philippe II de Montfort est envoyé en Sicile pour prendre le contrôle de l'île. Charles se charge de rétablir l'ordre dans son royaume et de distribuer des emplois à ses chevaliers. Il augmente les charges publiques, donne à des seigneurs français les fiefs confisqués au seigneur du pays, et s'attire le mécontentement de ses sujets. La reine Béatrice de Provence meurt à Nocera en 1267. En avril 1267, Charles expulse le parti gibelin de Florence, obtient du pape le titre de vicaire général en Toscane, et fait son entrée dans la ville. Dans le nord de l'Italie, des députés gibelins font appel à un prince de seize ans, Conradin, le neveu de Manfred.

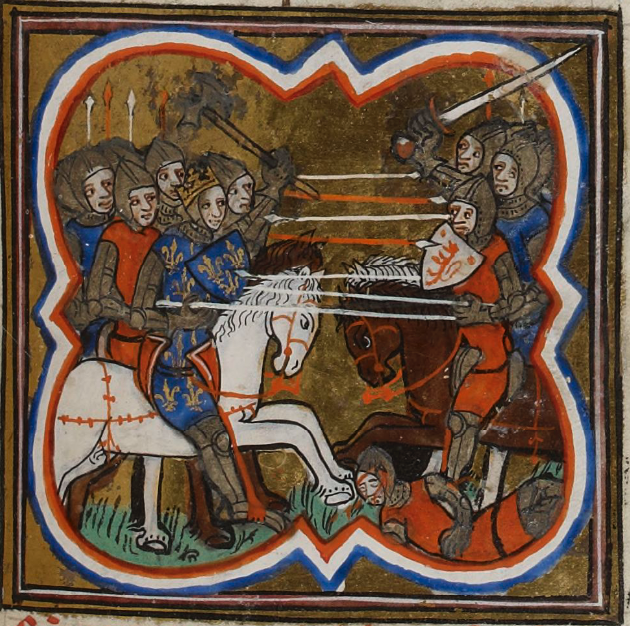
La bataille de Tagliacozzo (1268).
Miniature tirée des Grandes Chroniques de France, XIVe siècle.

Le jeune Conradin quitte la Bavière en septembre 1267. L'année suivante, il se rend à Pavie accompagné de 3 500 hommes d'armes, puis traverse la Lombardie et la Toscane sans rencontrer de résistance. Au même moment, une révolte éclate dans le royaume de Sicile. Charles part combattre la rébellion et effectue le siège de Lucera en Apulie. Malgré l'excommunication du pape, Conradin entre à Rome en triomphateur. Le jeune prince quitte aussitôt la ville à la tête de 5 000 hommes d'armes afin de rencontrer Charles d'Anjou. Le 23 août 1268, au cours de la bataille de Tagliacozzo, une charge de la réserve angevine provoque la déroute de l'armée allemande, et Conradin prend la fuite en direction de la Sicile.

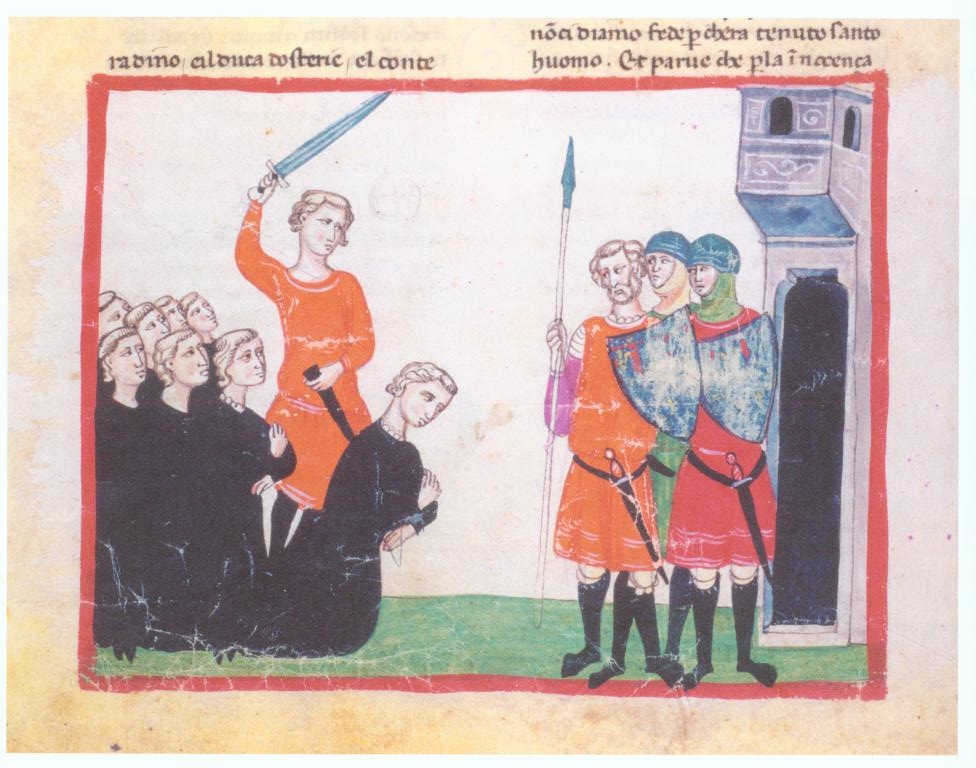
L'exécution de Conradin, dernier représentant de la maison de Hohenstaufen.

Conradin et ses compagnons sont capturés à Astura au sud de la ville d'Anzio. Ils sont transférés au Castel dell'Ovo à Naples avant d'être assignés à un simulacre de procès. Conradin et ses compagnons sont accusés de trahison et de rébellion, puis sont décapités sur la place du Marché de Naples le 29 octobre. Charles d'Anjou élimine ainsi un concurrent dangereux pour la couronne de Sicile, et consolide une dynastie mise à mal par les révoltes en Apulie et en Sicile. En Calabre, à Naples et à Rome, l'insurrection italienne est noyée dans le sang. Charles réprime sévèrement les populations de certaines villes rebelles à son règne, telle que Lucera dont la population musulmane est passée au fil de l'épée après un siège de plusieurs mois. L'exécution du dernier héritier de la maison de Hohenstaufen provoque l'indignation non seulement des gibelins, mais aussi des guelfes et des milieux ecclésiastiques qui commencent à prendre leurs distances avec Charles d'Anjou. Les partisans de Conradin s'enfuient à la cour du roi Pierre III d'Aragon, qui a épousé la fille de Manfred, Constance de Hohenstaufen.
Charles envoie également Philippe et Guy de Montfort en Sicile pour forcer les rebelles à se soumettre. En août 1269, Charles fait de Guillaume L'Estandart le commandant de l'armée de Sicile. L'Estandart s'empare d'Agrigente et oblige Frédéric de Castille et Frédéric Lancia à chercher refuge à Tunis. Le gibelin Corrado Capece, ancien capitaine général de Manfred en Sicile, résiste dans la forteresse de Centuripe jusqu'à l'été 1270 mais est finalement capturé et exécuté.
Charles réorganise son royaume en accordant aux Français et aux Provençaux les fiefs confisqués aux partisans de Manfred et de Conradin. Une enquête est menée au printemps 1269 afin de confisquer le patrimoine des derniers gibelins et de le réattribuer à des Français. Au sommet de la hiérarchie, Charles nomme Jean Britaud de Noyels au rang de connétable et Guillaume de Beaumont au rang d'amiral. Reprenant les usages de la cour de France, il introduit également la fonction de maréchal, chargé du cantonnement et du ravitaillement de l'armée et des châteaux. Charles reprend la division souabe du royaume en onze justiciarats et nomme à leur tête des représentants issus des rangs des chevaliers français et provençaux. Ces derniers sont chargés de l'administration et de la justice des provinces qui leur sont soumises. Ils ont également pour tâche de percevoir un impôt désormais régulier intitulé subventio generalis, auquel tous les sujets du royaume sont tenus, à l'exception des vassaux tenus d'accomplir un service personnel.

### Expansion en Orient et huitième croisade

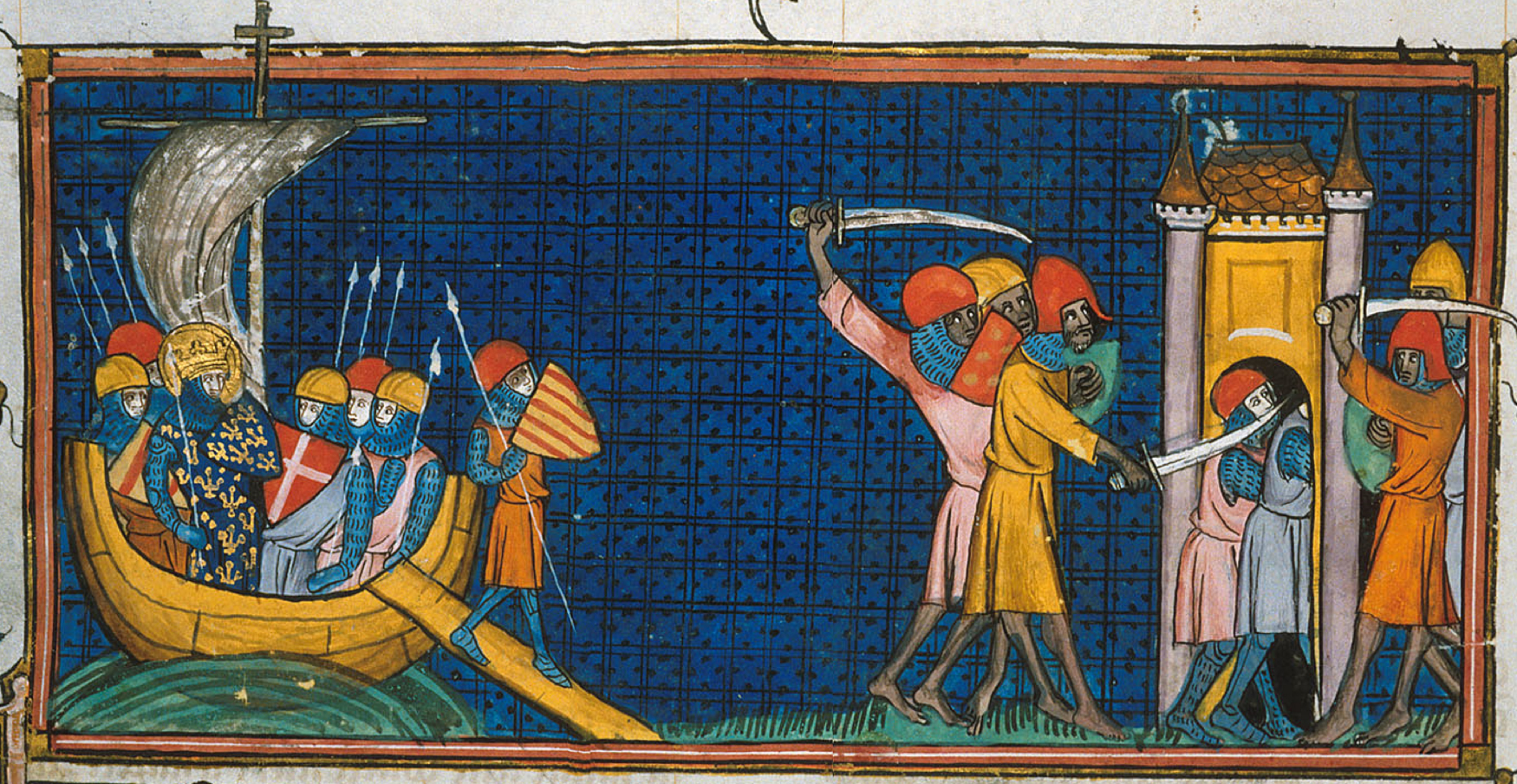
Débarquement des croisés à Tunis (1270). Miniature du XIVe siècle.

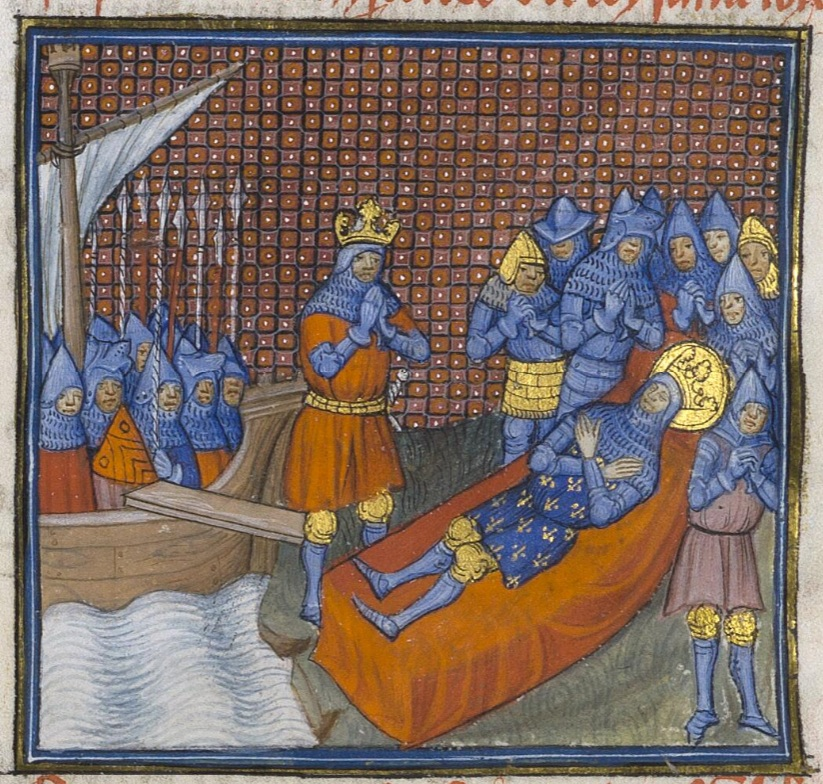
Mort de à Tunis (1270).

En 1267, Charles fiance son fils Philippe avec Isabelle, la fille du prince Guillaume d'Achaïe. D'après le traité de Viterbe, la principauté d'Achaïe doit revenir à Philippe si Guillaume meurt sans héritier mâle. Par ailleurs, Charles s'engage à restaurer Baudouin II de Courtenay sur le trône de Constantinople, en échange de la suzeraineté sur l'Achaïe, l'Épire, Corfou, plusieurs îles de la mer Égée, et le tiers des conquêtes à venir, à la seule exclusion de la ville de Constantinople. L'accord est conclu par le mariage de Béatrice, fille de Charles, avec Philippe de Courtenay, fils de Baudouin. La même année, l'île de Corfou est cédée à Charles par le gouverneur de l'île, Garnier l'Aleman. Ce dernier entame ensuite la conquête du littoral albanais, capturant Valone, Kanina et Berat pour le compte de Charles. En novembre 1268, Charles épouse en secondes noces Marguerite de Bourgogne.
En France, Louis IX prépare une nouvelle croisade qui, sous l'influence de Charles d'Anjou, se dirige vers Tunis. D'après son confesseur Geoffroy de Beaulieu, Saint Louis est convaincu que le sultan de Tunis al-Mustansir est prêt à se convertir au christianisme. Louis IX quitte Aigues-Mortes en juillet à bord de navires génois, mais meurt de maladie devant Tunis le 25 août 1270, avant l'arrivée de son frère. Charles débarque finalement avec de puissants renforts et prend le commandement de la croisade. Il soumet le sultan de Tunis, proclame son neveu Philippe III roi de France, et fait du sultan un vassal du royaume de Sicile, avant de rentrer dans ses États. Charles et Philippe quittent Tunis en novembre, mais une tempête disperse leur flotte à Trapani et la plupart des navires angevins sont perdus ou endommagés.
À la mort de son frère Alphonse de Poitiers en août 1271, au retour de la croisade, Charles réclame la majeure partie de l'héritage, y compris le comté de Poitiers. Sa demande est rejetée par son neveu le roi Philippe III, qui porte l'affaire devant le Parlement. La cour statue que les apanages sont dévolus à la couronne de France si leurs dirigeants meurent sans descendance.
Charles tire profit d'un tremblement de terre pour capturer Duras, sur la côte albanaise, à la fin des années 1260 ou au début des années 1270. En février 1272, Charles conclut un accord avec les chefs albanais, promettant de leur rendre leurs anciennes libertés. Il adopte le titre de roi d'Albanie et nomme Gazon Chinard comme vicaire général,. Ce royaume couvre approximativement un triangle formé par les villes de Duras, Berat et Valona. L'Albanie, sillonnée par des vallées fluviales orientées est-ouest, est une base de départ idéale pour la conquête de Constantinople. La même année, Charles entre en conflit avec la république de Gênes. En novembre, il ordonne à ses fonctionnaires de faire prisonniers tous les Génois présents sur son territoire, à l'exception des guelfes, et de saisir leurs biens. Sa flotte occupe Ajaccio en Corse. En représailles, les Génois forment une alliance avec Alphonse X de Castille, Guillaume VII de Montferrat et les villes gibelines de Lombardie en octobre 1273.
Charles d'Anjou prépare une entreprise d'envergure afin de combattre l'Empire byzantin. Dès 1273, il forge des alliances dans la péninsule balkanique : il conclut un traité avec l'empereur bulgare Constantin Ier, puis avec le roi de Serbie Stefan Uroš et Jean de Thessalie. La même année, le nouveau pape Grégoire X refuse la candidature à l'Empire de Philippe III, contre la volonté de Charles d'Anjou. L'autorité impériale passe entre les mains de Rodolphe de Habsbourg. Au même moment, le pape négocie avec Michel VIII Paléologue afin de réunir les deux Églises. Pour ce dernier, cet accord est un moyen de se défaire des ambitions angevines sur Constantinople. Le 7 mars 1274, le célèbre théologien Thomas d'Aquin meurt après avoir quitté son couvent de Naples pour se rendre au concile de Lyon. Selon une légende, immortalisée par Dante Alighieri, il aurait été empoisonné par Charles, qui craignait qu'il ne fasse part de ses doléances contre le roi.
Le pape Grégoire X meurt le 10 janvier 1276. Charles soutient l'élection du pape Innocent V, qui le gratifie en retour en confirmant ses titres de sénateur de Rome et de vicaire impérial de Toscane. Un traité de paix est signé entre Charles et la ville de Gênes le 22 juin 1276. Les privilèges des marchands génois sont restaurés, tandis que les Génois reconnaissent la souveraineté de Charles sur Vintimille. Innocent V meurt le 30 juin. Charles force les cardinaux à élire le pape Adrien V, qui meurt également quelques jours plus tard. Le nouveau conclave, réuni à Viterbe, est éloigné de l'influence de Charles. Son adversaire, le cardinal Giovanni Gaetano Orsini, parvient à faire élire le pape Jean XXI le 20 septembre.

### Roi titulaire de Jérusalem et prince d'Achaïe

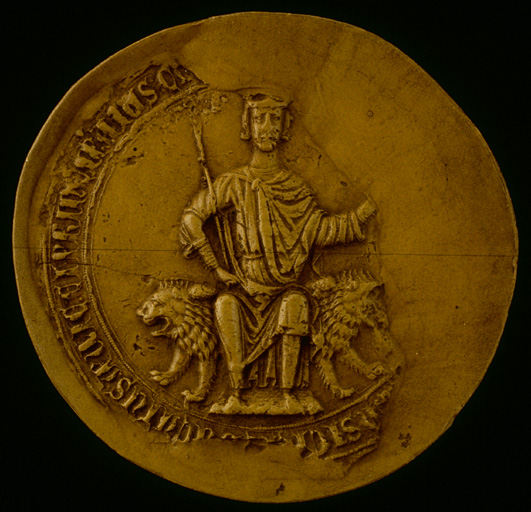
Sceau de Charles d'Anjou (Paris, Archives nationales).

Les possessions de Charles d'Anjou en 1278.

En mars 1277, Marie d'Antioche, en lutte avec Hugues III de Chypre pour la couronne de Jérusalem, vend ses droits à Charles d'Anjou, contre une rente annuelle de quatre mille livres tournois. Le 7 juin, une expédition du capitaine angevin Roger de Saint-Severin à Saint-Jean-d'Acre fait reconnaître Charles à la plupart des barons latins. Charles ordonne à Saint-Severin d'éviter tout conflit avec le sultanat mamelouk d'Égypte. Après la mort du pape Jean XXI, le cardinal Orsini est élu sous le nom de Nicolas III le 25 novembre 1277. Il oblige Charles d'Anjou à renoncer à ses titres de sénateur de Rome et de vicaire impérial de Toscane. Le frère de Nicolas III, Matteo Orsini lui succède à Rome, et son neveu, Latino Malabranca, en Toscane.
En mai 1278, Charles hérite de la principauté d'Achaïe, à la suite de la mort de Guillaume II de Villehardouin. Le sénéchal de Sicile, Galéran d'Ivry, est envoyé dans cette principauté avec la fonction de bailli. La même année, Charles noue une alliance avec Nicéphore d'Épire, l'ennemi de l'empereur Michel VIII Paléologue. Il envoie en Albanie de nombreuses troupes, de l'argent, des chevaux et de grandes quantités de matériel. Il donne le commandement de l'armée à Hugues de Sully, qui assiège la ville de Berat en 1280. Le siège dure plus d'un an. Après une embuscade, au cours de laquelle Hugues de Sully est fait prisonnier, l'armée byzantine s'empare du camp angevin et inflige une sévère défaite aux troupes françaises.

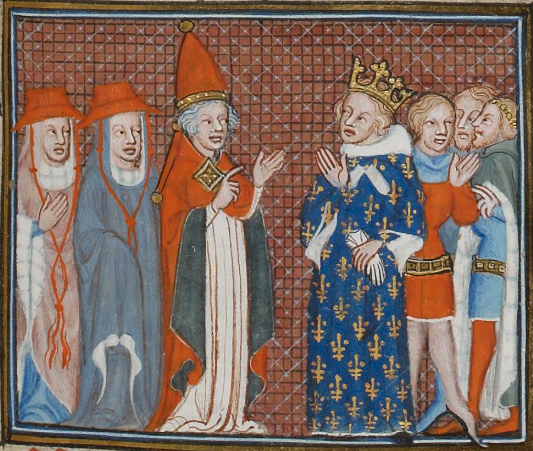
Charles d'Anjou et Martin IV. Miniature du XIVe siècle.

En février 1281, après des élections tumultueuses, dirigées en sous-main par Charles d'Anjou, Simon de Brion est nommé pape sous le nom de Martin IV. Le pape, entièrement favorable à la politique angevine, annule brusquement la réunion des deux Églises, et prononce l'excommunication de l'empereur Michel VIII Paléologue. En juillet, Charles et son gendre, Philippe de Courtenay, prétendant latin au trône de Constantinople, concluent un traité d'alliance « pour la restauration de l'Empire romain » avec la république de Venise.
Tandis que Charles prépare une nouvelle offensive contre Constantinople, l'empereur Michel VIII Paléologue et le roi Pierre III d'Aragon intriguent contre la présence des Français en Sicile.

### Les «Vêpres siciliennes»

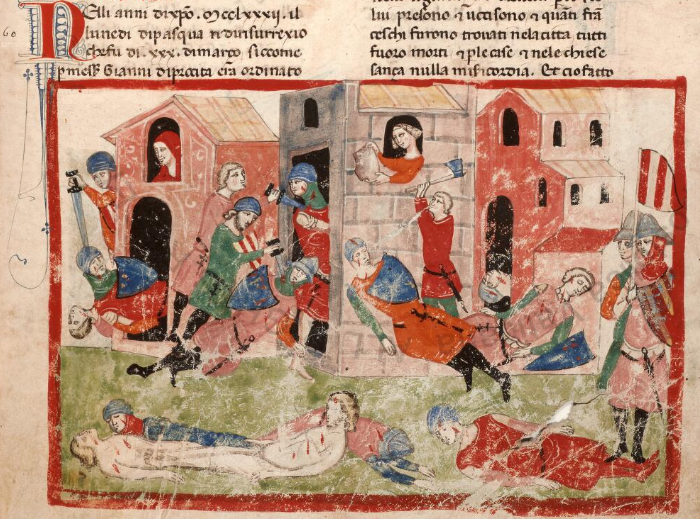
Les Vêpres siciliennes. Miniature du XIVe siècle. Nova Cronica, Giovanni Villani.

La population de Sicile voue depuis plusieurs années une haine profonde pour l'administration angevine, à qui elle reproche son imposition excessive et l'arrogance de ses fonctionnaires. La colère populaire, longtemps contenue, éclate le 30 mars 1282 près de Palerme. Au soir du lundi de Pâques, un sergent français outrage une jeune fille et provoque l'indignation des Siciliens. Au son des cloches de l'église du Saint-Esprit, qui sonne le service des vêpres, tous les Français qui se trouvent dans la ville de Palerme sont massacrés. Près de 2 000 Français et Provençaux sont tués en une nuit. Le mouvement se répand rapidement et la Sicile est le théâtre d'une véritable chasse aux Français, dont très peu réchappent. Les 42 châteaux qui défendent l'île tombent les uns après les autres. Le 28 avril, les rebelles détruisent dans le port la flotte que Charles destine à la conquête de Constantinople, poussant le vicaire général du roi en Sicile, Erbert d'Orléans, à fuir en Calabre.
La ville de Palerme se constitue en commune et proclame la fin du règne angevin et la soumission de la ville à l'Église romaine. D'autres villes de Sicile suivent l'exemple palermitain et forment une ligue sur le modèle de la Ligue lombarde. La Sicile est en effet plus urbanisée que le reste du royaume, et l'élite citadine insulaire aspire à copier le modèle des cités-États du nord de l'Italie. Leur demande de protection papale est néanmoins refusée et le pape Martin IV prononce l'excommunication des rebelles le 7 mai. Abandonnant son projet d'offensive contre l'Empire byzantin, Charles débarque à Messine le 6 juillet et commence le siège de la ville.

### Guerre contre l'Aragon

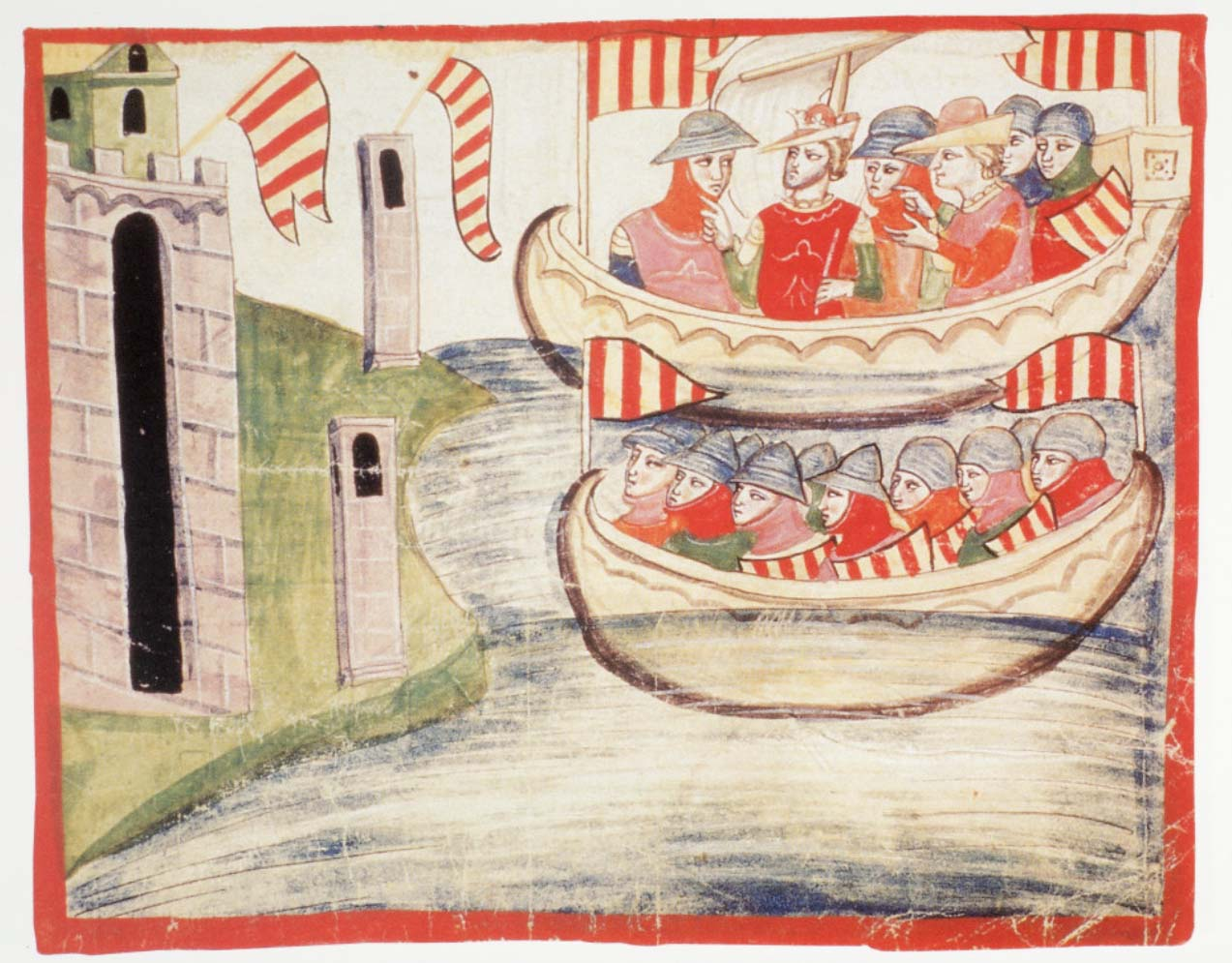
Débarquement de Pierre d'Aragon à Trapani, ms, Biblioteca Vaticana.

Les Siciliens mettent leurs espoirs dans le roi d'Aragon Pierre III, un opposant de longue date de Charles d'Anjou. En effet, en épousant Constance, fille et héritière de Manfred de Hohenstaufen en 1262, le roi d'Aragon est devenu le dernier représentant de la cause Hohenstaufen. Pierre III débarque par surprise à Trapani le 30 août 1282 et entre dans Palerme trois jours plus tard. La mort de l'archevêque de Palerme et la disparition de celui de Monreale l'empêchent cependant d'être couronné. Il se contente d'une proclamation de sa royauté, puis dirige son armée vers Messine. Le 17 septembre, Charles reçoit les ambassadeurs de Pierre à Messine. Il rejette les prétentions du roi d'Aragon mais consent à évacuer ses troupes sur le continent. À la mi-octobre, la flotte angevine est vaincue une première fois au large de Nicotera.

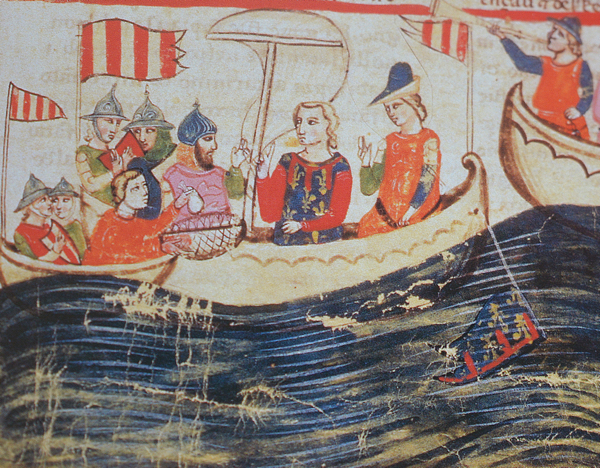
La bataille du golfe de Naples, d'après une miniature du XIVe siècle.

En 1283, le pape excommunie Pierre III d'Aragon. Il confisque son royaume et nomme roi d'Aragon le jeune Charles de Valois, fils du roi Philippe III de France, ce qui donne lieu à la croisade d'Aragon, alors que les troupes fidèles à Charles d'Anjou se sont retirées en Calabre. En février, les Aragonais s'emparent de Reggio de Calabre. En avril, le comte Pierre d'Alençon est tué par des mercenaires aragonais près de Salerne. En juin, Charles d'Anjou et Pierre d'Aragon acceptent de s'affronter en combat singulier, mais ce duel n'a pas lieu. En juillet, la flotte provençale de Charles de Salerne, fils de Charles d'Anjou, est détruite par l'amiral Roger de Lauria au cours de la bataille de Malte. Ce dernier entame alors le blocus maritime de la ville de Naples. Mais l'armée de Pierre III ne parvient pas à prendre pied dans la partie continentale du royaume de Sicile ; c'est le début de la division entre les royaumes de Naples et de Sicile, dont les rois prétendent tous deux au même titre de «roi de Sicile ».
Le 5 juin 1284, une nouvelle flotte dirigée par Charles de Salerne tente de détruire la base aragonaise de Nisida, au large de Naples. Sa flotte est interceptée et vaincue par l'amiral Roger de Lauria et Charles de Salerne est fait prisonnier. Furieux d'apprendre que son fils a désobéi à ses ordres et s'est fait capturer, Charles aurait déclaré : « Qui perd un fou ne perd rien. » La dynastie aragonaise, maîtresse des Baléares, de la Sicile, de Malte, de la Corse et la Sardaigne, et qui dispose d'une base sur la côte tunisienne, maitrise désormais la Méditerranée occidentale. Les marchands catalans obtiennent des privilèges pour l'exportation des blés de Sicile et finissent par s'arroger l'ensemble de l'activité maritime sicilienne à la fin du XIIIe siècle.
Charles quitte Naples pour la Calabre le 24 juin 1284. Une armée composée de 10 000 cavaliers et 40 000 fantassins l'accompagne jusqu'à Reggio. Il assiège la ville par mer et par terre à la fin du mois de juillet. Sa flotte s'approche des côtes de Sicile, mais ses troupes ne peuvent débarquer sur l'île. De plus, Roger de Lauria débarque ses troupes près de Reggio ; Charles est contraint de lever le siège et se retirer de Calabre le 3 août. Il se rend alors à Brindisi et prépare une nouvelle offensive contre la Sicile pour l'année suivante. Il tombe cependant gravement malade avant de gagner Foggia le 30 décembre.
Charles d'Anjou meurt à Foggia le 7 janvier 1285. Son corps est ensuite transféré à Naples et enterré dans la cathédrale, tandis que son cœur est déposé au couvent Saint-Jacques à Paris. Avant de mourir il nomme régent son neveu Robert II d'Artois. Son fils, Charles de Salerne, lui succède à la tête du royaume de Naples après sa remise en liberté en 1289.
À Paris, Charles d'Anjou a habité dans l'hôtel qu'il possédait aux numéros 2-4 de l'actuelle rue du Roi-de-Sicile, à l'angle de la rue Pavée (14-22).

## Bilan
Les opinions modernes à propos de Charles d'Anjou subissent l'influence des deux principaux chroniqueurs de son règne : Barthélemy de Néocastro et Saba Malaspina. Le premier dépeint Charles comme un tyran afin de justifier les Vêpres siciliennes, le second plaide pour l'annulation de la croisade d'Aragon en 1285. Après l'expédition de Conradin en 1268, et la rébellion de la plupart des nobles napolitains, Charles distribue la majeure partie des terres confisquées à des Français. Il s'appuie sur ses compagnons d'armes afin de former une féodalité nouvelle où l'élément français est prépondérant. En 1277, tous les grands officiers du royaume de Sicile, justiciers, gouverneurs de province ou capitaines de places fortes sont des Français.
Les liens économiques entre ses royaumes sont renforcés pendant son règne. Le sel de Provence est exporté vers ses autres territoires, les céréales de Sicile sont vendues en Achaïe, en Albanie, à Saint-Jean-d'Acre et en Toscane, tandis que des marchands toscans s'installent en Anjou, dans le Maine, en Sicile et à Naples. Ses hauts fonctionnaires sont déplacés de leurs pays d'origine pour le représenter dans un autre : ses sénéchaux en Provence sont originaires d'Anjou ; les nobles français et provençaux occupent les plus hautes fonctions du royaume de Sicile ; et ses vicaires à Rome sont désignés parmi les nobles de Provence et du sud de l'Italie.
L'intérêt personnel de Charles pour la médecine et pour le droit se répercute sur l'enseignement dispensé à l'université de Naples. Les maîtres de droit et les maîtres de médecine reçoivent un salaire particulièrement élevé. Charles ordonne la traduction de l'encyclopédie médicale de Rhazès, le Kitab al-Hawi, et emprunte aux dirigeants de Tunis plusieurs ouvrages de médecine. Il s'intéresse également à l'architecture, ordonnant la construction du Castel Nuovo à Naples, et contribuant à l'introduction du vitrail de style français dans le sud de l'Italie.
Charles est également poète, ce qui le distingue de ses parents capétiens. Il est l'auteur de chansons d'amour et d'un jeu parti avec Pierre d'Angicourt. Les troubadours provençaux ont un jugement plutôt négatif à l'égard de Charles : Bertran de Lamanon est l'auteur d'un poème contre l'impôt sur le sel et Raimon de Tors de Marseilha condamne Charles dans un de ses poèmes pour avoir envahi le royaume de Sicile. En revanche, le trouvère Adam de la Halle lui dédie un poème épique inachevé, intitulé Le Roi de Sicile, tandis que le poète Jean de Meung chante ses louanges dans le Roman de la Rose. Dans la Divine Comédie, Dante Alighieri montre Charles d'Anjou dans le Purgatoire, « chantant en accord » avec Pierre III d'Aragon dans la vallée des princes négligents.

## Descendance
De son premier mariage avec Béatrice de Provence (1229-1267), comtesse de Provence et de Forcalquier, il eut 7 enfants :
- Louis (1248-1248) ;
- Blanche (1250-1269), mariée en 1265 avec Robert III de Flandre (1249-1322), comte de Flandre : d'où un fils, Charles de Flandre († jeune) ;
- Béatrice (1252-1275), mariée en 1273 à Philippe Ier de Courtenay (1243-1283), empereur titulaire de Constantinople : d'où Catherine de Courtenay, 2e épouse de Charles de Valois et mère de : 
  - Catherine de Valois (1303-1346), impératrice titulaire de Constantinople, mariée à son grand-cousin Philippe Ier d'Anjou-Tarente ;
  - Jeanne de Valois (1304-1363), mariée à Robert III d'Artois (1287-1342) : d'où la suite de la maison d'Artois, comtes d'Eu ;
- Charles II d'Anjou (v. 1254-1309), comte d'Anjou et du Maine, roi de Naples : d'où la suite de la Maison d'Anjou-Naples ;
- Philippe (1256-1277), marié sans postérité en 1271 avec Isabelle de Villehardouin (1263-1312), princesse d'Achaïe ;
- Robert (1258-1265) ;
- Isabelle (1261-1303), mariée sans postérité à Ladislas IV de Hongrie (1262-1290), roi de Hongrie.

Son second mariage avec Marguerite de Bourgogne (1250-1308), comtesse de Tonnerre, fut sans postérité.

## Héraldique

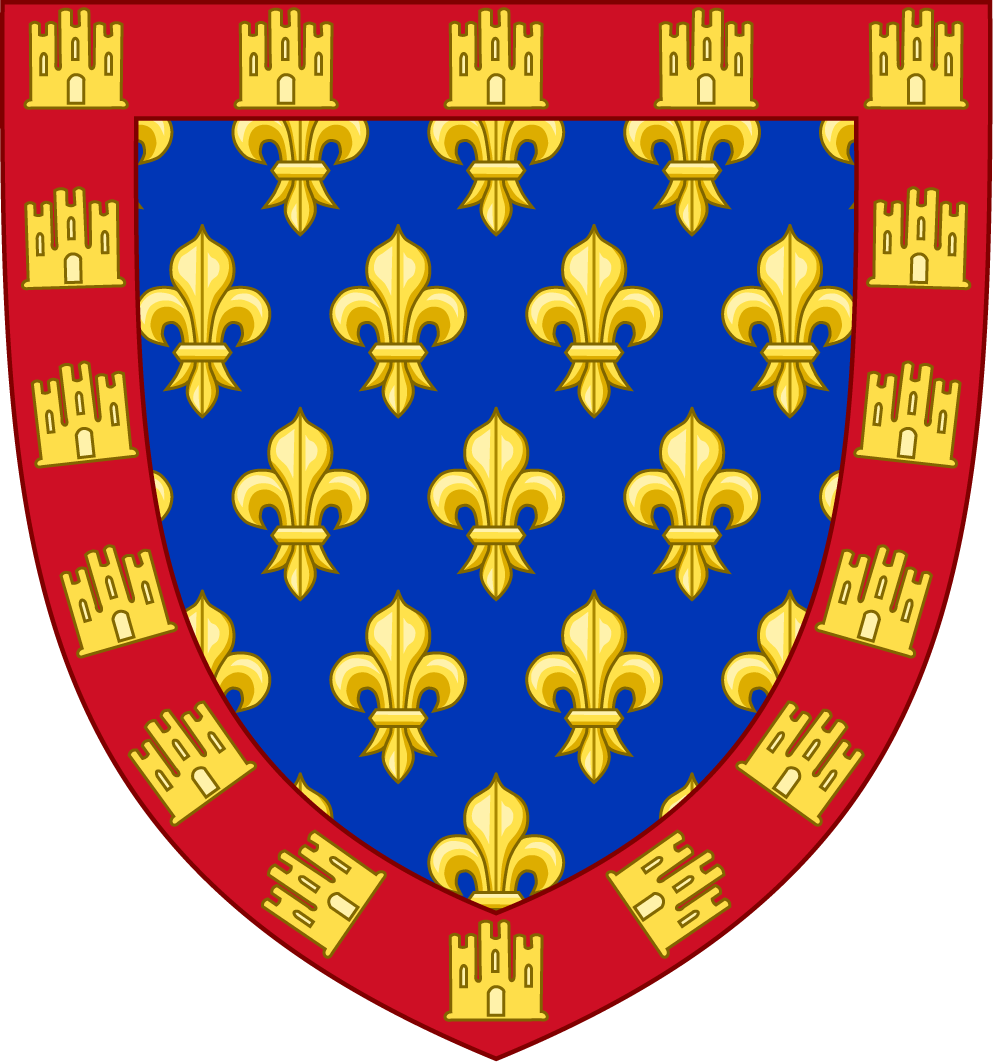
Premier blason de Charles d'Anjou, avant 1246. Il brise les armes de son père avec une bordure aux armes de sa mère.
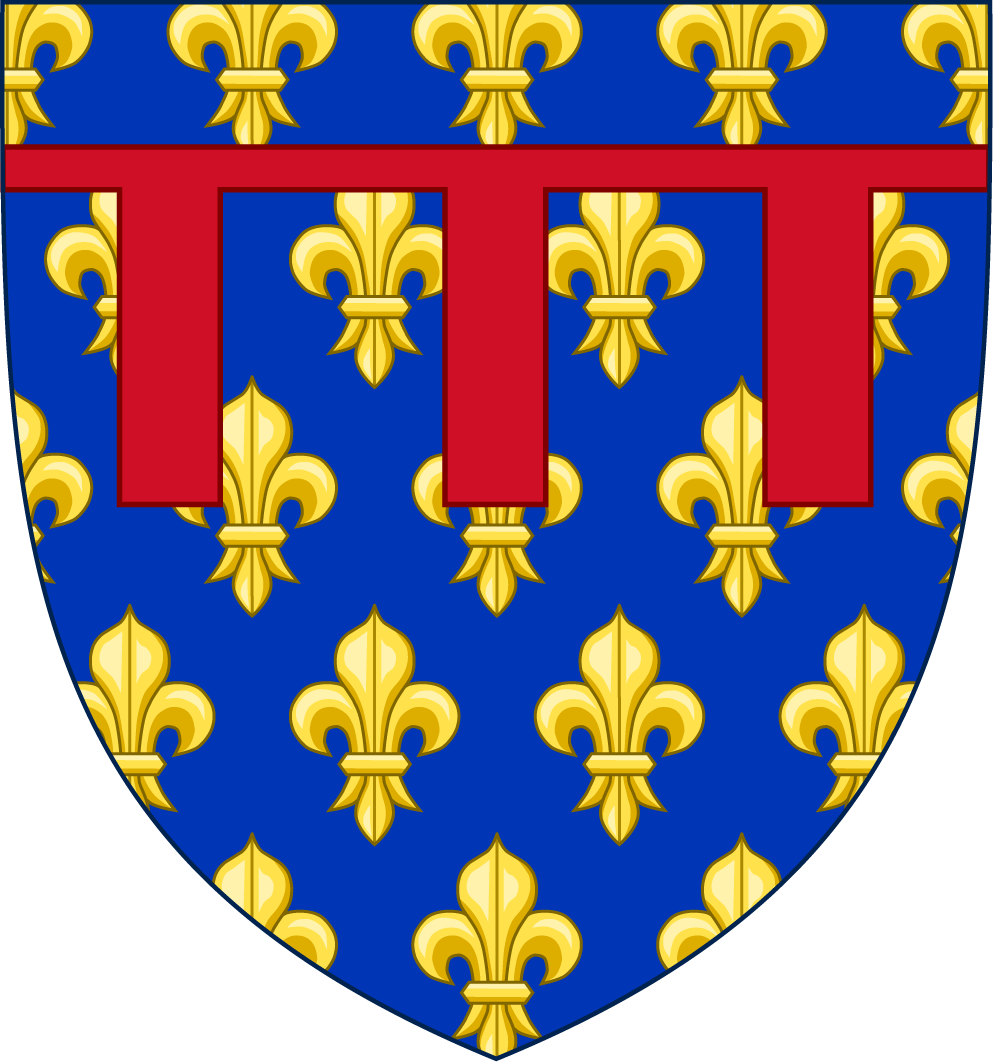
En 1246, il hérite des fiefs et des armes de son frère aîné Jean, mort sans enfants en 1232.
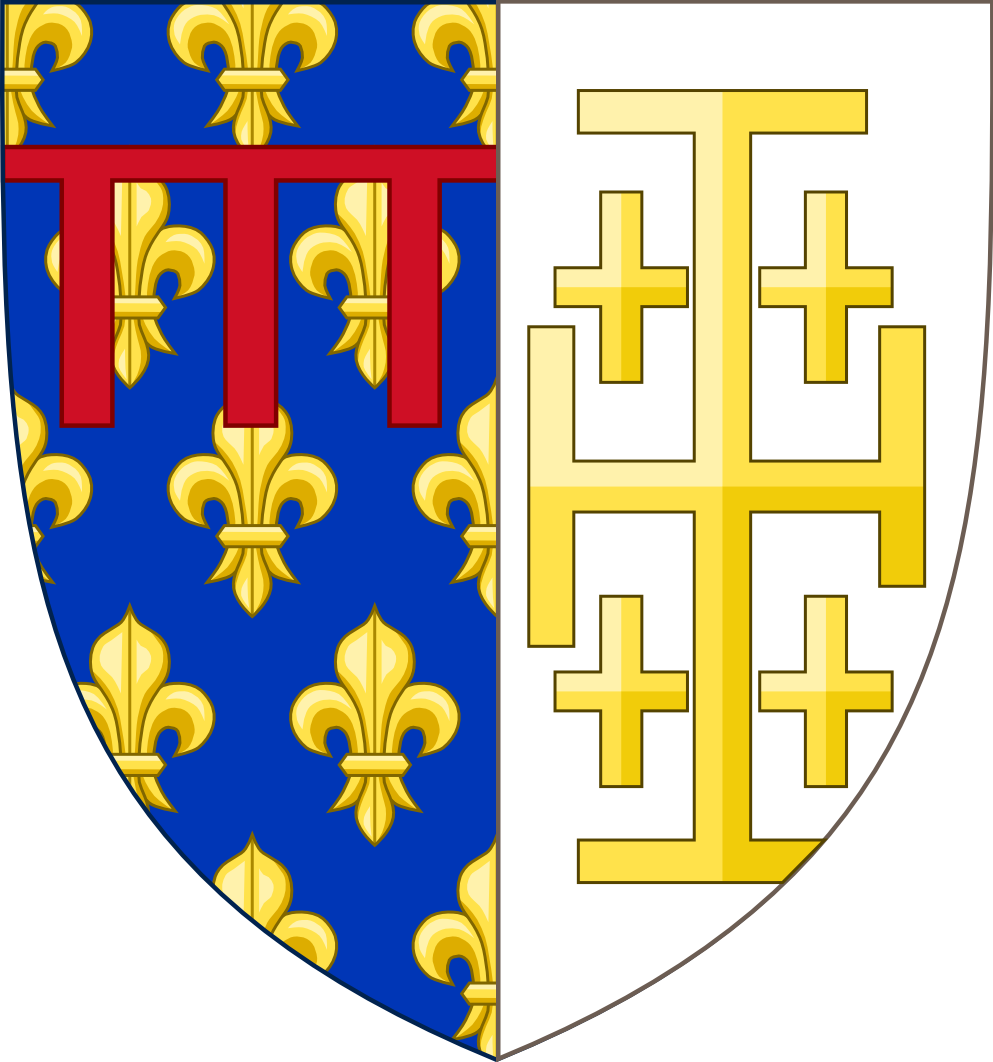
En 1277, il achète des droits sur le royaume de Jérusalem à Marie d'Antioche.